# Ohel Moše
Ohel Moše (hebrejsky: אהל משה, doslova Mošeho stan) je městská čtvrť v centrální části Jeruzaléma v Izraeli.

## Geografie
Je součástí širšího zastavěného distriktu zvaného Lev ha-ir (Střed města), který zaujímá centrální oblast Západního Jeruzaléma a v jeho rámci tvoří spolu s dalšími menšími obytnými soubory (Sukat Šalom, Miškenot Jisra'el nebo Mazkeret Moše) podčást zvanou Nachla'ot. Leží podél stejnojmenné ulice v nadmořské výšce přes 800 metrů, cca 1,5 kilometru západně od Starého Města. Populace čtvrti je židovská.

## Dějiny
Jde o jedno z pěti nových předměstí, která koncem 19. století vyrostla na předměstí Jeruzaléma a byla pojmenována podle Mosese Montefioreho. Další byla například sousední čtvrť Mazkeret Moše. Rozhodnutí o výstavbě Ohel Moše padlo roku 1880. Původně šlo o ryze sefardskou čtvrť pro Židy španělského a portugalského původu. Z bezpečnostních důvodů byl obytný soubor budován ve formě atriových domů. Většinou šlo o malé stavby se dvěma místnostmi. Celkem tu vyrostlo 60 domů. V roce 1887 byla do čtvrti umístěna pamětní deska jako připomínka Mosese Montefioreho. Zpočátku se čtvrť spravovala sama, výborem místních občanů. Teprve v roce 1905 jeruzalémská radnice převzala zodpovědnost za komunální služby. Vyrostla tu velká sefardská synagoga, kterou poničilo zemětřesení roku 1927 a byla pak obnovena z veřejných sbírek. Čtvrť je ohraničena ulicemi Rechov Agrippas, Rechov Zichron Tuvja, Rechov ha-Tavor a Rechov Mazkeret Moše. Ve středu čtvrtě stojí třípatrový dům, který původně patřil rodině Jacobsonových, pak sloužil jako mládežnický klub a po delší dobu byl opuštěný. V polovině 90. let 20. století byla budova opravena z iniciativy fondu Keren ha-jesod a slouží jako administrativní sídlo místní samosprávy.